# G-Man
G-Man (szinkronhangja: Michael Shapiro) egy titokzatos, visszatérő szereplő a Half-Life videójáték sorozatban. Viselkedése meghaladja egy átlagos ember képességeit. Ő figyeli Gordon Freemant, irányítja cselekedeteit, és segít, hogy elérhesse célját. Néhány helyen látható lesz, de még mielőtt elérnénk, eltűnik. Az összes játékban láthatjuk, de személyesen csak úgy találkozhatunk vele, hogy Gordonhoz beszél. A Half-Life 1 végén, miután Gordon Freeman elfogadja, hogy neki dolgozzon, mélyalvásba helyezi, majd a Half-Life 2 elején felébreszti. Titokzatos személyisége a Half-Life széria ikonja lett.

## Megjelenése és viselkedése
G-Man egy középkorú fehér férfi. Magas és vékony testalkata van; halvány, fakó bőre, katonai stílusú sötét haja, mély, rekedt hangja és kékes-zöld szeme van, valamint mindig egy táskát visz magával. A játékmenetben nem látható, de a Half-Life modell fájlokban egy pisztoly található a táskájában. Egy szürke-kék üzleti öltönyt visel. G-Man lassan beszél, rekedtes, vontatottan reszelős hangja van. Rendszeresen az "S" hangot megnyújtja ("limitlessssss potential"). Rosszul hangsúlyozza a szavakat, változtatja a hangmagasságát (néha a szó közepén). A Half-Life 2 végén többször ismétli a "time" (idő) szót utalva arra, mielőtt látszólag megállította az időt.
Furcsa beszéde, személyének rejtélye és a megjelenése sokban hasonlít a Fekete Ruhás Emberekre néhány nézetben. G-Man nem látszódna, hogy öregedne a Half-Life és a Half-Life 2 között (ami a Half-Life 2: Episode One honlapján közel 20 év).
G-Man kiválik a nyugodt, közömbös viselkedésével - azokban a helyzetekben, amikor az ember pánikol és fél, a G-Man látszik, hogy megigazítja a nyakkendőjét vagy letisztítja az öltönyét a kezével. Amikor a G-Man-en dolgoztak a Half-Life 2-ben, az animátor, Doug Wood mondta, hogy "A játékos sose tudja pontosan, melyik oldalon áll G-Man. Azt szerettem volna, hogy egy sajnáló nézése legyen, hogy Dr. Freeman-t ilyen helyzetbe sodorta, majd egy kacsintással elintézze a végén, hogy a játékost érdekelje G-Man titka." Mielőtt G-Man arc animációját elvégezték volna, Wood heteket töltött egy tükör előtt, hogy a kifejezéseket magán próbálja ki.

## Személye
A G-Man neve a modell fájlból jön (talán utalás a US kormányra - szleng formában). A karaktert Gman-ként is ismerjük, ahogy a stáblistában írják. Az Opposing Force leírásában Adrian Shephard egy említést tesz, hogy ő egy "G-man". A Half-Life 2: Raising the Bar-ban megjegyezték, hogy a G-Man egy kódnév, még akkor is, ha ezt használják megnevezésre. A megjegyzés részében a npc_gman.cpp" fájlban Source SDK-ban az van írva, hogy "// Cél: A G-Man szolgálja az emberek."

## Jelenlét
A Half-Life 1-ben, Nihilanth több utalást tesz G-Man-re, míg beszél Gordon-hoz a harcuk előtt. Olyanokat mond, hogy "nem ember" és "rád vár Freeman..." A Half-Life 2 második fejezetében (Piros betűs ünnep - Red letter day) Dr. Kleiner szobájában lévő Black Mesa-s képen ki van törölve egy fej. valószínűleg Wallace Breen és nem G-Man.Valószínűleg G-Man is a Black Mesa csapat tagja volt mert ha jobban megnézzük akkor ő is ott van a képen. A játék utolsó fejezetében, Doctor Wallace Breen Gordonhoz beszél, hogy "őt csak rávették, hogy ezt csinálja" és ez az "egyezmény nyitva állt a magasabb jóért." A Vortigauntok jó néhány szövege is lehet utalás G-Manre. Az Episode One elején közvetlenül láthatják is, míg megállítják, hogy kiszabadítsák Freemant. Az Episode Two-ban Dr. Eli Vance állítja, hogy ő is emlékszik G-Man-re akit csak úgy nevez, hogy "a közös barátunk". Az Episode Two-ban Alyx Vance is találkozott G-Man-nel míg halott volt. G-Man beszélt hozzá, majd Alyx a szavakat elismételte az apjának, ezzel megerősítve azt, hogy ők is valós kapcsolatba kerültek.

## Játékbeli megjelenések
A játékok során rendszeresen megjelenik G-Man, akit nehéz elsőre észrevenni, mert olyan helyeken bukkan fel, ami kiesik a játékos nézőszögéből.

### Half-Life
A játék során rendszeresen lehet vele találkozni.
A játék végén miután Gordon megölte Nihilanth-ot, G-Man egy Xeni világban áll egy liften, és egy monológot kezd el mondani Dr. Freemannek. Többek között elmondja, hogy minden pillanatban figyelték, és felbérlik, hogy nekik dolgozzon. Vagy beleugrik a teleport gömbbe (és ezzel elfogadja az ajánlatot), vagy egy olyan harcnak néz elébe, aminek nem lehet nyertese. Ha Gordon a harcot választja, akkor G-Man utolsó szövege az, hogy: "Nem sajnálom, Mr. Freeman". Ha az életet választja, akkor: "Bölcsen döntött, Mr. Freeman. Még találkozunk."

### Uplink
A demo végén G-Man egy Gargantua mellett áll, aki éppen embereket zúz össze. Nem mozdul még akkor sem, mikor az üveg összetörik előtte, másodpercekkel később elindul.

### Opposing Force
Ebben a részben nagy a jelentősége G-Man-nek.
A DLC tréningjén G-Man beszél egy tiszttel. Annyit tudni erről, hogy G-Man előre értesítette a katonákat a Black Mesa Incidensről.
Az események során G-Man rendszeresen megmenti az életét, mintha...itt Freemanként többször jutna megoldhatatlan helyzetbe a Játékos. Kinyit neki egy ajtót, hogy megmeneküljön egy mérgező anyagoktól teli szobából, máskor pedig épp, hogy bezárjon egy ajtót, nehogy megmeneküljön. Percekkel később azok, akik kimentek, a repülőgépét lelövik. A játék végén újra megjelenik G-Man. Azt mondja, hogy bár lenyűgözték Shepherd tettei, de nincs vele dolga. A játék végén G-Man kisétál a képernyőből, majd otthagyja Adrian Shepherd-et.

### Blue Shift és Decay
Mindkét kiegészítőnek csak az elején látható G-Man, a játék közben nem. Mindazonáltal kultikus jelenlétét mindenképp biztosítani akarták a Készítők; ez sikerült is.

### Half-Life 2
A játék elején G-Man felébreszti Gordon Freeman-t a mély alvásból. Azt mondja, hogy csak a saját biztonságáért tette mély alvásba, és az ellenség mostanra annyira megerősödött, hogy Gordon elkezdheti a harcát a Combine erőkkel. (G-Man szavaival: a jó ember rossz helyen az összes változást meg tudja tenni a világon.)
G-Man a nyitójelenetben Mr. Freeman-ként hívja Gordon Freeman-t, mintha elfeledné, hogy Gordonnak doktori címe van. Azonban a játék fináléjában Dr. Freemanként nevezi.
G-Man a játék egészében látható, kezdve Dr. Kleiner laborjában a kameráktól a City 17-es csatornák melletti házaiig.A játék végén a Half-Life-hoz hasonlóan G-Man újra sztázisba helyezi Gordon-t, mert mostanra befejezte munkáját. G-Man kisétál a sötét szobából egy tiszta fénnyel teli ajtón át. Ez....talán a legnagyobb talány ezáltal: Ki is (vagy mi) az "Öltönyös Úr" (álá X-Akták), és honnan jön,...hová megy..??

### HL2: Episode 1
G-Man csak a játék nyitójelenetében látható. Ugyanabba a szobába visszaérkezik, egy fehér fényes ajtón keresztül, majd szóra nyitja a száját, de észreveszi a Vortigauntokat, amint megállítják. Úgy tűnik, mintha zavarba esett volna, de közvetlenül ez után azt mondja, hogy "we'll see... about that". Ezután két Vortigaunt kiszabadítja Gordont a sztázisból, ezután elteleportálódik a Citadella lábához, ahol Alyx és Dog megtalálja.
Egy kommentár az Episode 1-ben elmondja, hogy a játékban nem található meg G-Man, mert a játék eseményei nem az ő tervei szerint alakulnak.

### HL2: Episode 2
Az Episode 2-ben G-Man akkor jelenik meg, amikor Alyx Vance megsérült, és a Vortigauntok éppen gyógyítják. Mint a megjelenései nagy részében, egy szürreális, álomszerű jelenet kezdődik, amiben G-Man megkéri Gordont, hogy vigye Alyx-et biztonságosan White Forest-be. A jelenet végén G-Man Alyx-nek odasúgja, hogy amikor találkozik az apjával, mondja ezeket a szavakat: "készülj fel az előreláthatatlan következményre". Mikor ezt Alyx elmondja Eli-nak, az apja láthatóan zavarba jön. Eli elmondja, hogy Ő tudta, hogy ez lesz, Ő hozta azt a követ, ami a Black Mesa Incidenst okozta, és nem sokkal az incidens előtt azt mondta, hogy készüljön fel az előreláthatatlan következményekre. Eli még azt is mondja, hogy többet is tud G-Manről (bár sosem mondja ki konkrétan), és hogy ezt meg szeretné osztani Gordonnal, de Alyx visszajövetele megszakítja ezt. A játék fináléjában Eli meghal, mielőtt kifejthette volna, mit tud.

### HL: Alyx
A Half-Life Alyxben G-man csak a játék végén jelenik meg, amikor Alyx kiszabadítja a Combine markából. (Alyx, Eli és Russel azt hitték a játék során hogy Gordon Freeman lesz a börtönben) G-man ekkor felajánl egy lehetőséget hogy megváltoztassa a dolgok menetét Alyx. Alyx a Combine erők eltüntetését kéri a földről, de ez nem áll G-man megbízóinak szándékában. G-man egy olyan dolgot ad Alyxnek amiről még nem is tudja hogy kell számára, azt adja, hogy megmentheti apját a Half-Life 2-ben lévő halálától. Alyx megmenti apját, de ezzel saját magát adja át G-mannek, mivel így ő is kapcsolatba kerül G-mannel, viszont ő a munkáját veszi át G-mannek abban a pillanatban, amikor Alyx megmenti az apját. G-man a játék vége előtt megkéri arra Alyxet, hogy figyelmeztesse Apját: Beláthatatlan következmények jönnek, ezzel utalva hogy Alyxet, Eli lányát Téren és időn kívül helyezi az idő azon pontján amikor megváltoztatja az időt, vagyis megmenti Apját.

## Külső hivatkozások
- "The Story So Far" - Hivatalos weboldal